# Franc Rodé
Franc Rodé, C.M. (Rodica, Eslovenia, 23 de septiembre de 1934) es un cardenal esloveno.

## Biografía
Su familia emigró en 1945 primero a Austria y posteriormente a Argentina. En Buenos Aires entró en la Congregación de la Misión, sociedad de vida apostólica fundada por san Vicente de Paúl, y volvió a Europa para profundizar sus estudios, primero en la Universidad Pontificia Gregoriana de Roma y más tarde en el Instituto Católico de París, donde en el año 1968 se doctoró en Teología.
El 5 de marzo de 1997 fue nombrado arzobispo de Liubliana y primado de Eslovenia. Recibió la ordenación episcopal el 6 de abril de 1997 de manos del arzobispo Alojzij Šuštar.
El 11 de febrero de 2004 fue nombrado prefecto de la Congregación para los Institutos de Vida Consagrada y las Sociedades de Vida Apostólica.
Fue creado cardenal por el papa Benedicto XVI en el consistorio celebrado el 24 de marzo de 2006, asignándole la Diaconía de San Francisco Javier en Garbatella.
Participó, en mayo de 2007, en la V Conferencia General del Episcopado Latinoamericano y del Caribe de Aparecida como miembro designado por el santo padre.
El papa Benedicto XVI aceptó su renuncia al cargo de prefecto el 4 de enero de 2011, por motivos de edad.
En la Curia Romana ha sido miembro de la Congregación para el Culto Divino y la Disciplina de los Sacramentos, de la Congregación para los Obispos y del Pontificio Consejo de la Cultura.
El 20 de junio de 2016, durante un consistorio presidido por el papa Francisco, fue promovido a la Orden de los Presbíteros manteniendo la Diaconía elevada pro hac vice a título cardenalicio. 